# Lois palatines

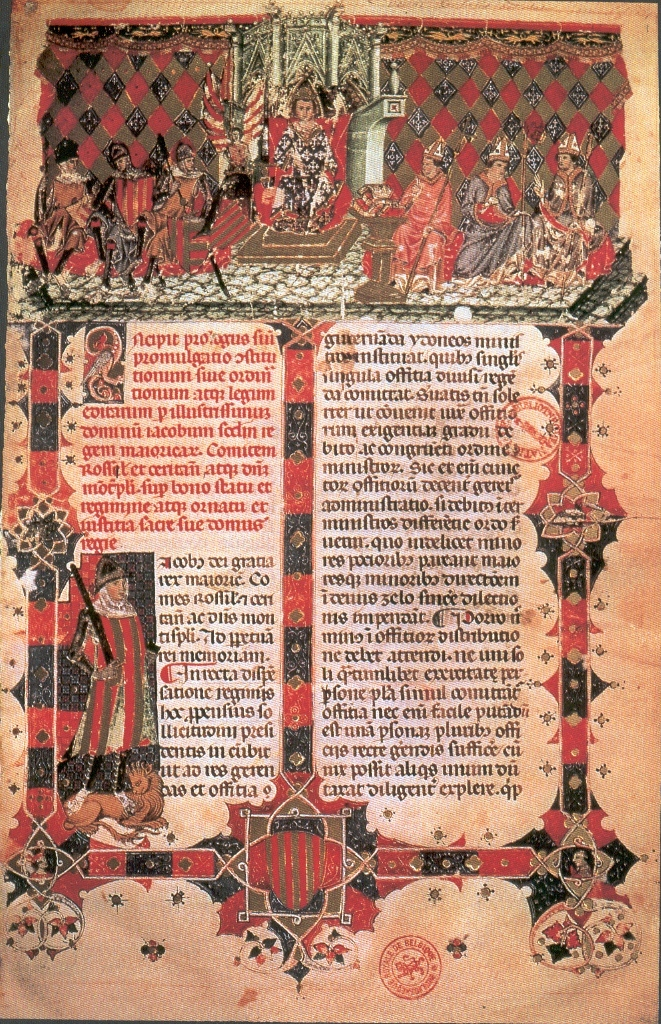
Frontispice du manuscrit.

Les Lois Palatines ou Leges Palatinae sont un texte daté de 1337 et rédigé à l'initiative de Jacques III de Majorque

## Description
Ce texte, rédigé en latin, décrit minutieusement l'organisation des services de la cour et la vie au palais des rois de Majorque. Il est conservé sous la forme d'un manuscrit enluminé conservé à la Bibliothèque royale de Belgique à Bruxelles, Ms.9169.